# Iža
Iža es un municipio del distrito de Komárno en la región de Nitra, Eslovaquia.
Se encuentra ubicado al suroeste de la región, cerca de los ríos Danubio y Váh, y de la frontera con Hungría.

## Demografía
| Año        | 1994 | 2004    | 2014    | 2024    |
| ---------- | ---- | ------- | ------- | ------- |
| Población  | 1626 | 1632    | 1636    | 1797    |
| Diferencia |      | +0,36 % | +0,24 % | +9,84 % |

| Año        | 2023 | 2024    |
| ---------- | ---- | ------- |
| Población  | 1786 | 1797    |
| Diferencia |      | +0,61 % |